# Animális magnetizmus
Az animális magnetizmus vagy más néven állati delejesség egy fluidum Franz A. Mesmer német orvos mesmerizmus nevű rendszerében. Mesmer a 18. században életmágnesességnek (Lebensmagnetismus) nevezte azt a láthatatlan természeti erőt, amely minden élőlényben, így az emberben, az állatban és a növényekben is megvan. Úgy vélte, hogy ennek az erőnek olyan fizikai hatásai lehetnek, amelyek elősegítik a gyógyulást is, de sikertelenül próbálta elérni nézeteinek tudományos elismertetését.
Bár a világot betöltő delejesség fogalma már Mesmer előtt is számosakat foglalkoztatott, a mesmerizmusban épült ki rendszerré. Nevezetesen új a mesmerizmusban az animális magnetizmus („magnétisme animal”) fogalma, amelynek kisugárzása és más szervezetekbe való irányítása gyógyító hatású lehet.
A mesmerizmus szerint a világot (az élőlényeket is) mágneses erejű anyag tölti be, amelynek helytelen eloszlása okozza a különböző betegségeket. A beteg szervezetnek sok vagy kevés delejes ereje van, tehát hozzá kell adni vagy el kell vonni belőle.

## Etimológia
A kifejezés eleje a latin animal szóból származik (= „lény, élőlény, állat”); gyakran állat(i)nak fordítják, de itt nem állatot jelentett, hanem élő lényt.
A magnetizmus a francia "magnétiseur" szóból, és olyan egyénre vonatkozik, aki „mágnesez”, azaz képes manipulálni, áramoltatni a "mágneses fluidumot".

## A rendszer
Az animális magnetizmus egy feltételezett titokzatos erő, amely befolyásolja az embereket.
A mezmerizmus a vitalizmus egy formája, melynek vannak közös jellemzői más olyan elméletekkel is, melyek az életenergia áramlását a testben külön csatornákon keresztül látják megvalósulni. Mesmer rendszere rokonságot mutat az energiagyógyászat ősi, mágikus gyakorlatával.
Mesmer abból indult ki, hogy a csillagok befolyásoló hatással vannak az emberi szervezet működésére és egészségére. Ezt a hatást Mesmer eleinte elektromos, később mágneses erőknek — tehát delejességnek — tulajdonította. A delejesség eloszlása a különböző testekben aránytalan lehet és innen származnak a rendellenességek, éppen ezért Mesmer eleinte mágnesekkel való megérintés, simogatás stb. útján próbált gyógyítani. Később rájött, hogy hatást ér el akkor is, ha nem tart kezelés közben mágnest a kezében, hanem valamilyen más tárggyal vagy puszta kézzel csinálja mozdulatait.
Ha egy pácienst kezelt, az egyik kezét mindig annak tarkójára tette, míg a másikkal végezte a magnetizáló símításokat.

### Megjelenése
1774-ben Mesmer művileg hozott létre energiaáramlás-változást egy emberben, oly módon, hogy az illetőnek egy vastartalmú készítményt kellett lenyelnie, majd orvosa mágnest helyezett különböző testtájaira. A páciens ekkor olyan érzetről számolt be, mintha valamilyen rejtélyes folyadék áramlana végig a testén, és a kezelést követően órákra megszabadult tüneteitől. Mesmer a gyógyulás okát nem csak a mágnesben látta, hanem a kezelés során általa felhalmozott „magnétisme animal”-ben.
1775 júliusában szülőföldjére, a Boden-tó vidékére utazott, ahol számos rendkívüli gyógyulást hozó kezelést hajtott végre egy híres pap és gyógyító, Johann Joseph Gassner nyomdokain haladva. Életének ezen szakaszának csúcspontján a választófejedelem Münchenbe hívta, és a Bavariai Tudományos Akadémia tagja címre jelölték.
1775-ben azt a felkérést kapta, hogy mondjon véleményt Gassner ördögűző tevékenységéről a Müncheni Tudományos Akadémia előtt. Mesmer abban látta a csodával határos gyógyulások okát, hogy Gassner nagymértékben rendelkezett a magnétisme animal-lel. Ez az összecsapás a mesmeri világi ideák és Gassner vallásos hite között Gassner karrierjének végét jelentette, és egyben a dinamikus pszichiátria megszületését Henri Ellenberger szerint.
1777-ben megkísérelte gyógyítani egy 18 éves zeneművész, Maria Theresia Paradis vakságát, ám az ebből fakadó botrány miatt Bécset is el kellett hagynia. A hölgy látása a kezelések során részben visszatért, ezért szülei Mesmernek rendkívül hálásak voltak, később azonban ragaszkodtak az eljárás abbahagyásához. Ekkor viszály tört ki a szülők és a gyógyító között, a lány látása pedig ismét romlani kezdett. Ezt követően az orvos Párizsba költözött, lakást bérelt egy jómódú és befolyásos réteg által lakott városrészben és praktizálni kezdett. Párizst megosztotta a munkássága: voltak, akik sarlatánt láttak benne, mások pedig úgy gondolták jelentős tudás felfedezője.
Első Párizsban töltött évében megpróbált bekerülni mind a Királyi Tudományos Akadémia, mind a Királyi Orvosi Társaság köreibe, hogy tanait hivatalosan is elismertté tegye, ám nem sikerült célt érnie. Szert tett viszont egy befolyásos tanítványra Charles d’Eslon, Artois grófjának orvosa személyében. 1779-ben d’Eslon bátorítására megírta „Mémoire sur la découverte du magnétisme animal” című művét, melyhez csatolt egy 27 pontból álló, elméletét magyarázó függeléket.
D’Eslon úgy írja le Mesmer egészségfogalmát, mint a test számtalan csatornáján át zavartalanul áramló életfolyamot, a betegséget pedig mint akadályt a folyam útjában. Ha sikerül elhárítani az akadályt, az egészség is visszatér. Megeshet azonban, hogy a természet ezt nem tudja segítség nélkül elvégezni, ekkor van szükség egy magnétisme animal-t közvetítő anyagra, ami biztosítja a gyógyulást.

### Az eljárás

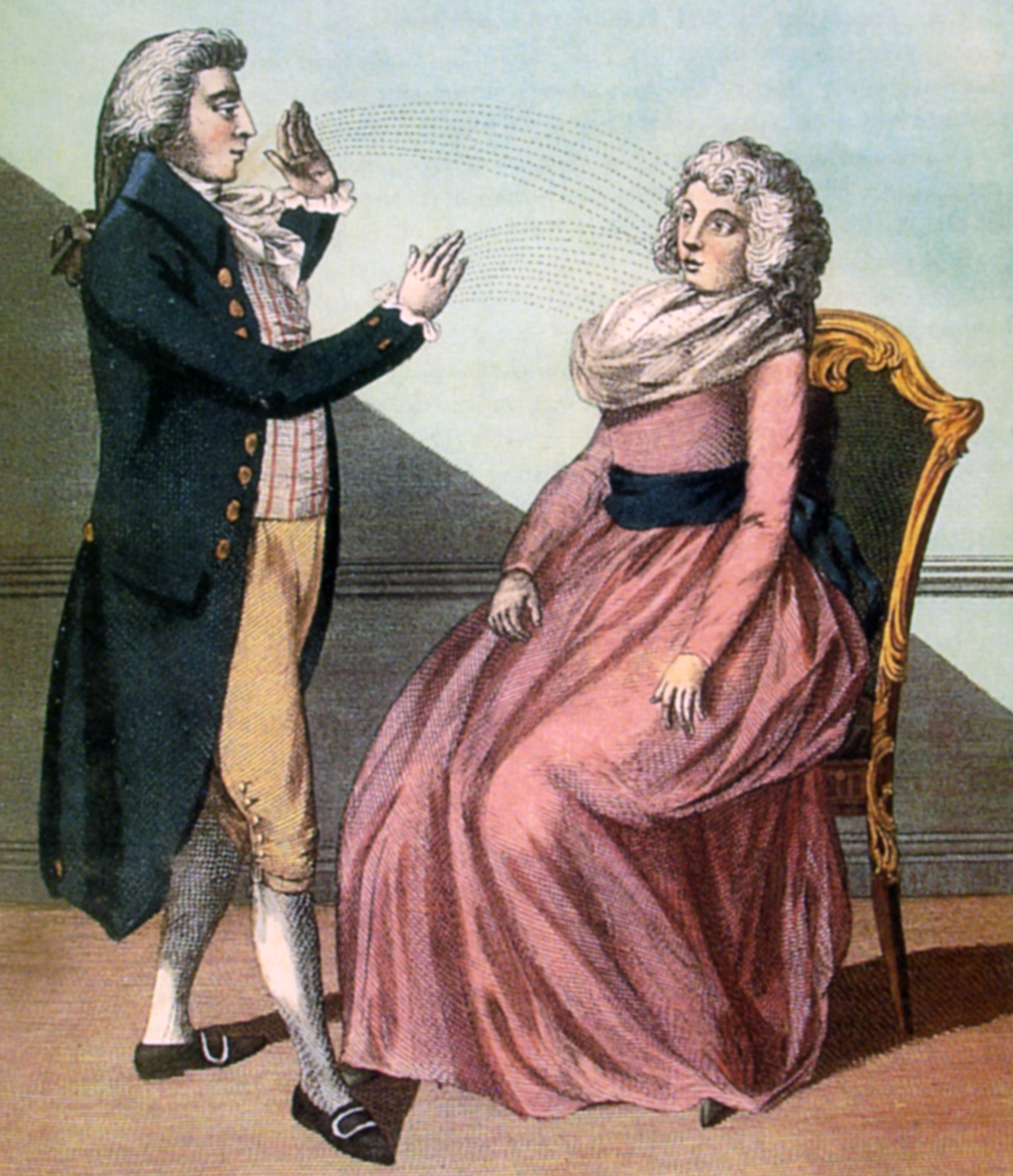
Mesmer kezelés közben

Mesmer egyéni és csoportos gyógykezeléseket is végzett. Az egyéni kezelések során szemben foglalt helyet a pácienssel úgy, hogy térdei annak térdeit érték, kezeivel a beteg hüvelykujjaira gyakorolt nyomást, szemeivel pedig mereven az előtte ülő szemébe nézett. Ezután kezeit a beteg válla felől a karja irányába mozgatta, majd a hypochondriumára (rekeszizom fölötti terület) szorította, és egyes esetekben akár órákig is ott tartotta. Sokan e kezelés közben különös érzések hatalmába kerültek, vonaglottak, ami Mesmer szerint a gyógyulást megelőző krízisnek volt betudható. Kezeléseit gyakran üvegharmonika (egy mára feledésbe merült hangszer) játékkal zárta.
1780-ra már több betege volt, mint amennyit egyénileg kezelni tudott volna, így csoportos terápiába kezdett, amit baquet-nak nevezett. Egy angol orvos a következőképp írta le a Mesmer által végzett gyógyító eljárást:
„A szoba közepén egy körülbelül másfél láb magas edény van elhelyezve, ami baquet néven ismeretes. Olyan nagy, hogy húsz ember bőven körbe tudja ülni. Az edényt fedő anyag szegélye mentén a körben ülőkkel egyező számú lyukak vannak vágva, amelyeken kifelé hajlított, különböző magasságokig felérő (a problémás testrész helyétől függően) fémpálcák vannak átvezetve. A pálcákon kívül az edényhez tartozik egy kötél is, melyet körben mind megfognak a betegek. A legérezhetőbb hatás azonban akkor következik be, amikor Mesmer megjelenik, róla ugyanis úgy tartják, hogy energiát képes átadni a keze vagy akár a szeme mozgásával, akár anélkül, hogy hozzáérne az emberhez. Sok olyannal beszéltem, aki maga is tanúja volt a kezelés hatásainak: görcsökben vonaglottak, majd a görcsök megszűntek egyetlen kézmozdulat hatására.”

## Feltárás
1784-ben XVI. Lajos az Orvosi Fakultás négy tagját kérte fel a magnétisme animal jelenségének vizsgálatára. A négy szakértő kérésére a király még öt embert jelölt ki a feladatra a Királyi Tudományos Akadémia tagjai közül. Közöttük volt a kémikus Antoine Lavoisier, az orvos Joseph-Ignace Guillotin, a csillagász Jean Sylvain Bailly, és az amerikai nagykövet Benjamin Franklin.
A vizsgálatot az is motiválta, hogy habár Mesmer nem politizált aktívan, elméletének egyes elemei politikai szempontból is értelmezhetőek voltak. Gyakran hangoztatta például, hogy betegeinek mind más emberekkel, mind az egész univerzummal harmóniába kell kerülniük, ebben pedig a kormány egyes tagjai a demokráciára való utalást láttak. Ezen csoportoknak jól jött a király által létrehozott szakértői bizottság véleménye.
A bizottság számos vizsgálatot végzett, melyek célja nem az eljárás hatékonyságának ellenőrzése volt, hanem annak kiderítése, hogy valóban létezik-e a Mesmer által felfedezett életfolyam. Az eredmények arról tanúskodtak, hogy nincs bizonyíték efféle „életnedv” létezésére, és az ezen alapuló terápia gyógyhatása csak a képzeletnek tudható be.
Úgy tudni azonban, hogy a vizsgálatot nem a személyesen Mesmer, hanem a Charles d’Eslon által végzett kezeléseken végezték, aki sokak szerint nem sajátította el tökéletesen mestere módszerét.
Mesmer felháborítónak találta, hogy a szakértői csoport nem nála végezte megfigyeléseit, hanem a „hitszegő” d’Eslonnál. Ez a momentum azonban később hasznára vált a kutatónak, hiszen amikor a minisztérium a bizottság döntésére hivatkozva betiltotta a magnétisme animal orvosi alkalmazását, Nicolas Bergasse, Mesmer egyik tanítványa elérte, hogy a parlament feloldja a tilalmat annak okán, hogy a vizsgálat d’Eslon és nem Mesmer eljárását figyelte meg.
Ez az eset nem csökkentette, hanem éppen növelte a módszer népszerűségét. Ehhez hozzájárult, hogy még abban az évben (1784) Puysegur márki, Mesmer egyik legelhivatottabb tanítványa új felfedezést tett. Egy addig ismeretlen tudatállapotot írt le, mely rögtön megragadta az emberek figyelmét, és amelyet magnetic sleep-nek („mágneses álom”) nevezett. Fennmaradt tehát az érdeklődés Mesmer tanai iránt Franciaországban, emellett pedig számos más országban is nagyszámú követőre lelt. Az általa vezetett közösség, a Société de l’Harmonie kiterjesztette tevékenységei körét, emellett pedig sok más hasonló csoportosulás is létrejött több városban, például Strasbourg-ban (Puysegur márki), Chartres-ban, Lyon-ban (Jean-Baptise Wuillermoz), Amiens-ben, Narbonne-ban, Máltán, Santo Domingo-ban. Ekkorra Mesmer korábbi követői már szabadon gyakorolták és tanították mesterük módszerét, kedvük szerint alakították is azt, ám köztük a Société de l’Harmonie-ban állandó volt az ellenségeskedés, főleg anyagi okokból kifolyólag. Végül emiatt a módszer kifejlesztője úgy döntött, hogy elhagyja az országot. Miután ezt 1785-ben meg is tette, ellenlábasai heves támadásba lendültek módszere ellen, ő pedig replikákat írt, így próbálva bizonyítani igazát. 1790-ben Bécsben telepedett le elhunyt felesége birtokán, ám 1801-ben visszatért Párizsba. Rokonszenvezett ugyanis a forradalom számos eszméjével, emiatt pedig Bécsben politikai szempontból gyanúsnak számított. Párizsban életjáradékot kapott a forradalom során elvesztett vagyonáért, és 1803-ban barátai hiába kérték, hogy kezdje el ismét mágneses kezeléseit, ő erre nem volt hajlandó. A háború megváltoztatta: sok barátja meghalt, ő pedig úgy döntött, hogy Svájcba távozik. Egy barátjának írt levelében 1809-ben arról írt, hogy csendes, boldog életet él teljes anonimitásban, eljárását még mindig gyakorolja, ám betegei nagy részét ingyen kezeli.
Mindeközben a Berlini Akadémia elismerte Mesmer tanainak érvényességét, és Wolfart professzort küldték hozzá, hogy győzze meg, költözzön Berlinbe. Ekkor azonban Mesmer már idős ember volt, és nem akart utazni. Így hát Wolfart a tudós emlékiratainak gyűjtésébe kezdett, amit egészen Mesmer haláláig, 1815. március 5-ig folytatott.